# Paspalum lindenianum
Paspalum lindenianum là một loài thực vật có hoa trong họ Hòa thảo. Loài này được A.Rich. mô tả khoa học đầu tiên năm 1850.